# Munibus
El MuniBus es un servicio de transporte de minibuses de Yerba Buena, Tucumán, Argentina. Esta es operada por la Municipalidad de Yerba Buena, conectando las zonas sur y norte (San José) de la ciudad ya mencionada. El servicio fue inaugurado el 14 de febrero de 2022 con minibuses para 25 pasajeros por el intendente Mariano Campero.

## Recorrido

### Ramal Sentido Horario[3][4]
Desde San Martín y Catamarca por esta, Las Lanzas, Av. Solano Vera, Av. Aconquija, Saavedra Lamas, Av. Perón, Bascary, Julio César Strassera, Agustín Tosco, Fanzolato, Av. Perón, Salta, Güemes, Boulevard 9 de julio, Chacho Peñaloza, Catamarca y San Martín.

### Ramal Sentido Antihorario[3][4]
Desde San Martín y Pringles por San Martín, Av. Aconquija, Bascary hasta Av. Perón, Av. Perón, Fanzolato, Agustín Tosco, Calle s/n, Julio César Strassera, Bascary, vuelve por Av. Perón, Saavedra Lamas, Av. Aconquija, dobla por Av. Solano Vera, Las Lanzas, San Martín, Catamarca, Darwin, General Lamadrid, Martín Fierro, Boulevard 9 de julio, San Martín y Pringles.

## Lugares de Interés
- Solar del Cerro Shopping
- Tucumán Rugby Club
- Jockey Club de Tucumán
- Centro de Salud Ramón Carrillo
- Plaza Nougués
- Campus de Universidad del Norte Santo Tomás de Aquino